# دايان دوس سانتوس
داياني غارسيا دوس سانتوس (بالبرتغالية: Daiane Garcia dos Santos) هي لاعبة جمباز فني برازيلية ولدت في يوم 10 فبراير 1983 في مدينة بورتو أليغري. دوس سانتوس مثلت البرازيل في دورات 2004 و2008 و2012. تعتبر دوس سانتوس أول متسابقة سوداء وأول برازيلية وأمريكية جنوبية تفوز بالميدالية الذهبية في بطولة العالم في الجمباز الفني في بطولة 2003 في أناهايم في الولايات المتحدة، وبسبب فوزها حصلت على جائزة أفضل رياضية برازيلية لعامي 2003 و2004.